# 悉帕
悉帕或譯齊耳帕（希伯來語：זִלְפָּה，意为“下垂的、无力的”），是《希伯来圣经·创世记》中记载的一个人物，是利亚的侍女、雅各的妾、迦得和亚设的母亲（《创世记》第30章第9-13节、第35章第26节）。 
悉帕是拉班在女儿利亚嫁给雅各时给她的侍女（《创世记》第29章第24节、第46章第18节）。有一些解经家认为，拉结和利亚的侍女——辟拉和悉帕实际上是拉班的2个年幼的女儿。
根据Rashi的观点，悉帕比辟拉年轻，拉班将她给利亚也是他用以哄骗雅各娶利亚的诡计的一部分，因为利亚比拉结年长。在新婚之夜，为了掩盖他的诡计，拉班让年轻的侍女戴上新娘的面纱，使得雅各真的以为自己娶的是妹妹拉结。婚礼后次日早晨，拉班向雅各解释说，“大女儿还没有给人，先把小女儿给人，我们这地方没有这样做的”（创世记第29章第26节）。
悉帕也捲进了雅各妻妾们生育儿子的竞赛。利亚生下4个儿子后，停止生育，这时拉结将自己的侍女辟拉送给丈夫雅各为妾，生下2个儿子但和拿弗他利，于是利亚也将自己的侍女悉帕送给丈夫雅各为妾，利亚为他们取名为迦得和亚设，意为“万幸”和“有福”，并负责教育他们。他们的后裔构成了未来的2个以色列支派。

## 通俗文化
在Anita Diamant的小说《红帐篷》中，辟拉和悉帕被写成拉结和利亚的异母妹妹。
| 雅各和各个妻妾所生的子女及出生次序 |                    |                    |                    |                    |                    |                    |                    |                    |                    |            |               |           |           |             |              |              |
| 利亚                               | 利亚               | 利亚               | 利亚               | 利亚               | 利亚               | 利亚               | 利亚               | 利亚               | 利亚               | 流便（1）  | 西缅（2）     | 利未（3） | 犹大（4） | 以萨迦（9） | 西布伦（10） | 底拿（女儿） |
| 拉结                               | 拉结               | 拉结               | 拉结               | 拉结               | 拉结               | 拉结               | 拉结               | 拉结               | 拉结               | 约瑟（11） | 便雅悯（12）  |           |           |             |              |              |
| 辟拉（拉结的侍女）                 | 辟拉（拉结的侍女） | 辟拉（拉结的侍女） | 辟拉（拉结的侍女） | 辟拉（拉结的侍女） | 辟拉（拉结的侍女） | 辟拉（拉结的侍女） | 辟拉（拉结的侍女） | 辟拉（拉结的侍女） | 辟拉（拉结的侍女） | 但（5）    | 拿弗他利（6） |           |           |             |              |              |
| 悉帕（利亚的侍女）                 | 悉帕（利亚的侍女） | 悉帕（利亚的侍女） | 悉帕（利亚的侍女） | 悉帕（利亚的侍女） | 悉帕（利亚的侍女） | 悉帕（利亚的侍女） | 悉帕（利亚的侍女） | 悉帕（利亚的侍女） | 悉帕（利亚的侍女） | 迦得（7）  | 亚设（8）     |           |           |             |              |              |

《创世纪》（35章26节）
悉帕 （生）—— 迦得 \ גָּד 
亚设 \ אָשֶׁר